# Mirabèu (Ardecha)
Mirabèu (en francès Mirabel) és un municipi francès situat al departament de l'Ardecha i a la regió d'Alvèrnia-Roine-Alps. L'any 2007 tenia 369 habitants.

## Demografia

### Població
El 2007 la població de fet de Mirabel era de 369 persones. Hi havia 152 famílies de les quals 47 eren unipersonals (20 homes vivint sols i 27 dones vivint soles), 54 parelles sense fills, 48 parelles amb fills i 3 famílies monoparentals amb fills.
La població ha evolucionat segons el següent gràfic:
Habitants censats

### Habitatges
El 2007 hi havia 291 habitatges, 163 eren l'habitatge principal de la família, 123 eren segones residències i 6 estaven desocupats. 273 eren cases i 19 eren apartaments. Dels 163 habitatges principals, 120 estaven ocupats pels seus propietaris, 36 estaven llogats i ocupats pels llogaters i 7 estaven cedits a títol gratuït; 6 tenien dues cambres, 23 en tenien tres, 53 en tenien quatre i 81 en tenien cinc o més. 128 habitatges disposaven pel capbaix d'una plaça de pàrquing. A 64 habitatges hi havia un automòbil i a 91 n'hi havia dos o més.

### Piràmide de població
La piràmide de població per edats i sexe el 2009 era:
| Homes | Edats   | Dones |
| ----- | ------- | ----- |
| 0     | 95 o +  | 0     |
| 0     | 90 a 94 | 0     |
| 0     | 85 a 89 | 0     |
| 4     | 80 a 84 | 0     |
| 4     | 75 a 79 | 16    |
| 4     | 70 a 74 | 8     |
| 12    | 65 a 69 | 4     |
| 12    | 60 a 64 | 16    |
| 4     | 55 a 59 | 16    |
| 20    | 50 a 54 | 4     |
| 8     | 45 a 49 | 20    |
| 20    | 40 a 44 | 12    |
| 8     | 35 a 39 | 8     |
| 16    | 30 a 34 | 20    |
| 8     | 25 a 29 | 4     |
| 8     | 20 a 24 | 4     |
| 8     | 15 a 19 | 0     |
| 20    | 10 a 14 | 16    |
| 8     | 5 a 9   | 20    |
| 4     | 0 a 4   | 8     |

## Economia
El 2007 la població en edat de treballar era de 255 persones, 183 eren actives i 72 eren inactives. De les 183 persones actives 167 estaven ocupades (87 homes i 80 dones) i 17 estaven aturades (9 homes i 8 dones). De les 72 persones inactives 33 estaven jubilades, 22 estaven estudiant i 17 estaven classificades com a «altres inactius».

### Ingressos
El 2009 a Mirabel hi havia 163 unitats fiscals que integraven 390 persones, la mediana anual d'ingressos fiscals per persona era de 17.179,5 €.

### Activitats econòmiques
Dels 11 establiments que hi havia el 2007, 3 eren d'empreses de construcció, 1 d'una empresa de comerç i reparació d'automòbils, 2 d'empreses d'hostatgeria i restauració, 1 d'una empresa d'informació i comunicació, 2 d'empreses immobiliàries i 2 d'empreses classificades com a «altres activitats de serveis».
Dels 6 establiments de servei als particulars que hi havia el 2009, 1 era un paleta, 1 guixaire pintor, 1 lampisteria, 1 perruqueria i 2 restaurants.
L'any 2000 a Mirabel hi havia 34 explotacions agrícoles que ocupaven un total de 1.032 hectàrees.

## Equipaments sanitaris i escolars
```
Disposava d'un centre d'altres ensenyaments superiors.
```

## Poblacions més properes
El següent diagrama mostra les poblacions més properes.